# ابوالخیری
ابوالخِیْری روستایی در دهستان قائن بخش مرکزی شهرستان قائنات استان خراسان جنوبی ایران است. بر پایه سرشماری عمومی نفوس و مسکن در سال ۱۳۹۰ جمعیت این روستا ۶۵ نفر (در ۳۰ خانوار) بوده‌است.